# Stazione di Barcellona-Castroreale
La stazione di Barcellona-Castroreale è una stazione ferroviaria posta sulla linea Palermo–Messina, al servizio della città di Barcellona Pozzo di Gotto, Castroreale, e dei comuni circostanti.
Nonostante la declassificazione da parte di RFI a semplice fermata impresenziata, ha una notevole importanza, in quanto nella suddetta stazione fermano tutti i treni a lunga percorrenza dalla Sicilia al "continente", raccogliendo un ampio bacino di utenza da parte dei comuni limitrofi.

## Storia
La prima stazione di Barcellona fu attivata nel 1890 sul tracciato originario della ferrovia Messina-Palermo, a semplice binario. Tale tracciato fu rimpiazzato il 30 novembre 1991 dal nuovo tronco a doppio binario San Filippo-Terme Vigliatore, realizzato in variante; nella stessa data venne attivata anche la nuova stazione di Barcellona-Castroreale.
La stazione è strutturata su un solo piano e comprende un bar, un'edicola, la biglietteria e i locali utilizzati dalla Direzione Movimento. Adiacente al piano terra vi è una struttura a due piani, dei quali al superiore è ubicato l'alloggio del capostazione (fin quando tale figura è stata presente nella stazione) e al di sotto vi è la centrale termica ed il magazzino merci.
La stazione inizialmente era provvista anche di un piano caricatore coperto e ponte a bilico.
Tra il 2008 ed il 2009 iniziò il lento declino dell'infrastruttura; dapprima fu dismesso lo scalo merci, successivamente fu chiuso il fabbricato viaggiatori trasformandola in una semplice fermata impresenziata.
Il piano del ferro mutò da sei binari, di cui quattro per servizio passeggeri e due per scalo merci, a soli due binari.
Il 1º ed il 2º binario vennero del tutto soppressi, sostituiti da una passerella al 3º e 4º binario; Questi ultimi divennero il 1º e 2º binario mentre il 5º ed il 6º binario vennero dismessi.
Il 5 aprile 2009 è stata soppressa anche la Direzione al Movimento, di conseguenza non vi è più la figura del capostazione.
La stazione nel corso degli anni continua ad essere oggetto di varie problematiche e vicissitudini.

## Strutture e impianti
La stazione di Barcellona-Castroreale è situata al km 184+247 del tracciato della linea Palermo-Messina.
È gestita e controllata dal Sistema di Comando e Controllo (SCC) di RFI e telecomandata dal DCO di Palermo Centrale.
Il fascio binari comprende complessivamente tre binari di cui solamente due per servizio viaggiatori; il terzo è un binario tronco che ospita rotabili di servizio.

## Movimento
La stazione è utilizzata a servizio regionale, servizio su lunghe tratte, e servizio a breve o a lunga percorrenza. In base alla tabella oraria ferroviaria estiva 2011, in essa fermano attualmente 58 treni tra treni Regionali, treni Espressi ed treni Intercity (fra feriali e festivi).

## Servizi
La stazione è fornita di obliteratrici, una bacheca con tabella oraria per i treni in arrivo e in partenza, tabellone automatico per i treni in arrivo ed in partenza, un sottopassaggio, una biglietteria, un'emettitrice automatica self-service, un bar ed un'edicola.
- Biglietteria a sportello
- Biglietteria automatica
- Posto di Polizia ferroviaria
- Bar

Per quello che riguarda la categorizzazione delle stazioni, RFI la considera di categoria bronze.

## Interscambi
- Fermata autobus
- Stazione taxi